# The New Order (album)
The New Order è il secondo album in studio dei Testament.

## Tracce
1. Eerie Inhabitants – 5:05
2. The New Order – 4:25
3. Trial by Fire – 4:14
4. Into the Pit – 2:46
5. Hypnosis – 2:04
6. Disciples of the Watch – 5:05
7. The Preacher – 3:37
8. Nobody's Fault (Aerosmith cover) – 3:57
9. A Day of Reckoning – 4:00
10. Musical Death (A Dirge) – 4:05

## Formazione
- Chuck Billy - voce
- Eric Peterson - chitarra ritmica
- Alex Skolnick - chitarra ritmica e solista
- Greg Christian - basso
- Louie Clemente - batteria